# Avok II
Avok II, französisch Îlot Avok II, ist eine kleine Insel in der Provinz Malampa des Inselstaats Vanuatu im Korallenmeer.
Die dünn besiedelte Insel liegt etwa einen Kilometer vor der Südküste von Malakula. Keine 150 Meter westlich liegt das unbewohnte, jedoch deutlich größere gleichnamige Eiland Avok I (Îlot Avok I). Etwa 400 Meter östlich befindet sich das ebenfalls unbewohnte Inselchen Bagatelle.
2015 hatte Avok 241 Einwohner.